# 崔発
崔 発（さい はつ、? - 23年）は、中国の前漢末期から新代の政治家・儒学者・武将。王莽配下の人物。幽州涿郡安平県の人。後漢の学者の崔駰の従祖父。祖父の崔朝は幽州従事の際、刺史に燕王劉旦に近づかないように諌め、劉旦の反乱が平定された後、朝廷に抜擢され侍御史になった。

## 事跡

### 初期の事跡
| 姓名           | 崔発                                                           |
| 時代           | 前漢 - 新                                                      |
| 生没年         | ? - 23年（地皇4年）                                            |
| 字・別号       | 〔不詳〕                                                       |
| 本貫・出身地等 | 幽州涿郡安平県                                                 |
| 職官           | 騎都尉〔前漢〕→五威中城将軍〔新〕 →楽経祭酒〔新〕→大司空〔新〕 |
| 爵位・号等     | 説符侯〔新〕                                                   |
| 陣営・所属等   | 平帝→孺子嬰→王莽                                               |
| 家族・一族     | 崔朝〔祖父〕・崔舒〔父〕・崔篆〔弟〕                           |

前漢の平帝の時代に、王莽からその才能を評価され、腹心として登用された。元始元年（8年）11月、騎都尉となっていた崔発は、雍県で発見された仙石の文章を解読し、王莽の皇帝即位を後押ししている。この功績により、崔発は説符侯に封じられた。新建国後の始建国元年（9年）冬、崔発は五威中城将軍に任命され、首都の長安における警備の整備が完了したことを全国に知らしめるよう、王莽から命じられた。

### 阿諛追従の徒
始建国3年（11年）、王莽の太子に儒学を講義するための九祭酒が設置されると、崔発は、その中の六経祭酒の一つにあたる楽経祭酒に任命されている。天鳳3年（16年）10月、王路の朱雀門が一日中音響を発するという事件があると、崔発らはこれを虞の故事に準えて、四方の賢者を招聘すべきとの予兆であると解釈した。
地皇元年（20年）秋、王莽が長安の南に巨大な祖廟を建築しようとした。この時、崔発と張邯は「徳の盛んな方は儀礼が豊富になるものであり、この建築はかなりの規模になります。海内（全国）にこのことを知らしめ、万世の後もこの祖廟を越える建築が現れないようにするべきです」と王莽に進言した。しかし、この祖廟の建築は、国内の官民に徴発や寄付を強要し、疲弊させることになってしまう。
地皇2年（21年）、かつて左将軍を務めていた公孫禄が王莽に対して、国師劉歆らを弾劾したが、崔発もその対象であり、「阿諛追従を行い、下情を上層に伝えようとしなかった」と非難している。しかし王莽は怒り、公孫禄を追い払った。

### 新の滅亡と最期
地皇4年（23年）6月に、大司空王邑率いる新の主力部隊が、反新軍を率いる劉秀により昆陽で殲滅され、王邑は長安へ命からがら退却してきた。崔発は、王邑は小心者であるから自害しないよう慰める必要があると王莽に進言し、崔発が使者となってその役を担う。まもなく、王邑は大司馬に転任し、崔発が後任の大司空に任命された。
同年7月、析県（弘農郡）の鄧曄・于匡が蜂起すると、関中でも反新軍が勃興したことに王莽は憂慮を抱いた。これに対して崔発は「『周礼』と『春秋左氏伝』は、国家に災難があれば、哭することでこれを制圧したとしています。『易経』は『先號咷而後笑』としています。哭し、叫ぶことで天に救いを求めましょう」と進言する。王莽はこれを容れて、自ら大いに哭して叩頭し、自らの功労を一千字の策書に記して、天に救いを求めた。また、儒者や民衆も、王莽の指示・支援により、同様に哭し、文書を表し、優れた者5千人余りが侍郎や郎中として取り立てられている。
同年9月、更始帝配下の西屏大将軍申屠建・丞相司直李松らの軍により、長安は陥落し、王莽は斬られて新は滅亡した。崔発は、かつて長安で申屠建に『詩経』を教えたことがあったため、これを頼って降伏する。しかし申屠建は、崔発が王莽の皇帝即位を後押ししていたと知ると、崔発を丞相劉賜に引き渡して処刑させた。